# Vägvisningsplan

Skylten här kan sitta utanför Eskilstuna och visa avstånd till fjärrorten Stockholm och närorten Södertälje.

Vägvisningsplan är en plan för vägvisning, alltså hur vägarna skyltas med avseende på vart vägarna går, alltså ortnamn och vägarnas sträckning. Vägvisningsplanen upprättas i Sverige av väghållaren för allmän väg, dvs Trafikverket eller väghållande kommun, att ligga till grund för vägvisning.
Vägvisning för riksvägarna och länsvägarna i nummergruppen 100 - 499 sker enligt "Vägvisningsplan för Sverige" som fastställts av Transportstyrelsen. I planen anges fjärrorter, knutpunkter och närorter.
Beslut om vägvisning på det övriga allmänna vägnätet och på kommunala gator och vägar fattas av respektive region inom Trafikverket och i förekommande fall av väghållande kommun.
Fjärrort är det ortnamn som anges på skyltar avsedda för bilister på längre resor, till exempel i korsningar med andra längre vägar. 
Närort är det ortnamn som anges på skyltar avsedda för bilister på korta resor, till exempel i korsningar med småvägar.